# Юрий Романенко
Юрий Викторович Романенко е 42-ри космонавт на СССР/Русия и 85-и в света, 2 пъти „герой на Съветския съюз“ (16 март 1978 и 26 септември 1980).
Роден е на 1 август 1944 г. в с. Колтобановски, Оренбургска област, Русия. След завършване на средното си образование през 1962 г. постъпва в Черниговското военно авиационно училище. След неговото завършване остава инструктор там. Приет в отряда на космонавтите през 1970 г.

## Първи космически полет
Първият си космически полет извършва през 1977 г. с космическия кораб Союз 26 и орбиталната станция Салют-6 като командир на кораба, заедно с Георгий Гречко. По време на полета има едно излизане в открития космос с продължителност 1 час и 28 минути. Завръщането на Земята става със спускаемия апарат на космическия кораб Союз 27. Полетът продължава 96 денонощия 10 час и 7 секунди. За успешното завършване е удостоен със званието „Герой на Чехословакия“, първото от двете „Герой на СССР“ и много други награди.

## Втори космически полет
През 1979 г. Юрий Романенко е бил командир на дублиращия екипаж на кораба Союз 33, заедно с българския космонавт Александър Александров. През 1980 г. осъществява втория си космически полет като командир на космическия кораб Союз 38, съвместно с Арналдо Мендес от Куба. Този полет е с продължителност 7 денонощия 20 часа 43 минути и 24 секунди. След този полет става „Герой на Куба“, за втори път „Герой на Съветския съюз“, втора „Златна звезда“ и др.

## Трети космически полет
Третия полет протича от 5 февруари до 29 декември 1987 г. В този полет Ю. Романенко е командир на основната експедиция на орбиталния комплекс Мир. Космическия полет към комплекса започва с космическия кораб Союз ТМ-2, заедно с бординженера Александър Лавейкин. С него работят в орбита до юли, когато Лавейкин е сменен от дошлия с посетителската експедиция със Союз ТМ-3 Александър Александров. Това е първата частична смяна на основния екипаж на орбитална станция в историята на космонавтиката. По време на полета извършил три излизания в открития космос с обща продължителност 8 часа и 48 минути. Завръщането на Земята става със спускаемия апарат на космическия кораб Союз ТМ-3 заедно с А. Александров и Анатолий Левченко, пристигнал на станцията със Союз ТМ-4. Общата продължителност на полета е 326 денонощия 11 часа 37 минути 59 секунди. Този полет е с рекордна продължителност и е подобрен в края на следващата година.
След този полет е награден с трети орден „Ленин“ и е удостоен със званието „герой на Афганистан“. От отряда на космонавтите излиза на 11 октомври 1988 г.
Синът му е комонавтът Роман Романенко.